# Thor-Panzerspitzmaus
Die Thor-Panzerspitzmaus (Scutisorex thori) ist eine Säugetierart aus der Familie der Spitzmäuse (Soricidae). Sie und die verwandte Panzerspitzmaus unterscheiden sich durch den besonderen Aufbau der Wirbelsäule von allen anderen Säugetierarten. Scutisorex thori wurde 2013 anhand eines einzigen, bei Baleko in der kongolesischen Provinz Équateur gefangenen Exemplars beschrieben.

## Beschreibung
Mit einer Gesamtlänge von 21 Zentimetern und einem 10,5 Zentimeter langen Schwanz und einem Gewicht von bis zu 45 Gramm zählt die Thor-Panzerspitzmaus zu den größten Spitzmausarten. Verglichen mit der Panzerspitzmaus hat Scutisorex thori einen schmaleren Schädel, ein kürzeres Fell, stärkere und mehr abgeflachte Rippen, ein nur wenig quergestreiftes Scheitelbein (im Vergleich zu einem extrem rauen bei der Panzerspitzmaus) und nur acht Lendenwirbel (im Vergleich zu zehn bis elf bei der Panzerspitzmaus und fünf bei den meisten anderen Säugetierarten). Die Tasthaare sind dünn und lang (bis zu 25 mm) und schwarz bis annähernd transparent. Das Rückenfell ist 5 bis 6 mm lang und blass bis gräulich, einige Haare haben braune Spitzen. Im Rückenfell finden sich schwarze, längere Deckhaare, die 8 bis 10 mm lang werden. Das Bauchfell ist kurz (2 bis 3 mm) und hellgrau. Der Schwanz ist auf der Oberseite dunkelbraun, auf der Unterseite blass. Das Schwanzende ist cremefarben. Die Füße sind mit dicken gekrümmten Krallen versehen und haben kurze, schwarze Haare auf ihrer Oberseite.